# Округ Адер (Кентаки)
Адер (енгл. Adair County) је округ у америчкој савезној држави Кентаки.

## Демографија
По попису из 2010. године број становника је 18.656, што је 1.412 (8,2%) становника више него 2000. године.
| Група             | 2000.          | 2010.          |
| Белци             | 16.462 (95,5%) | 17.558 (94,1%) |
| Афроамериканци    | 440 (2,6%)     | 503 (2,7%)     |
| Азијати           | 45 (0,3%)      | 45 (0,2%)      |
| Хиспаноамериканци | 132 (0,8%)     | 319 (1,7%)     |
| Укупно            | 17.244         | 18.656         |